# Asconema megaatrialia
Asconema megaatrialia är en svampdjursart som beskrevs av Konstantin R. Tabachnick och Menshenina 2007. Asconema megaatrialia ingår i släktet Asconema och familjen Rossellidae.

## Underarter
Arten delas in i följande underarter:
- A. m. megaatrialia
- A. m. nordiense
- A. m. biacorica
- A. m. seamounti